# Butiraldeído
Butiraldeído, também conhecido como butanal ou aldeído butílico, é um composto orgânico que é o aldeído análogo do butano assim como um isômero da butanona. Possui fórmula química C4H8O.

## Características
É um líquido incolor inflamável com um cheiro acre. É miscível com a maioria dos solvente orgânicos.
Quando exposto ao ar, se oxida a ácido butírico.
A uma temperatura de 230 °C, o butanal inflama-se espontaneamente ao ar. Misturas explosivas com ar formam-se numa faixa de concentração de 2,5 a 12,5. % (em volume) de butanal.
Butanal polimeriza-se quando aquecido com ácidos ou álcalis.
Reage com agentes oxidantes, ácidos fortes, bases fortes e aminas.

## Obtenção
Ele pode ser produzido por dehidrogenação catalítica do 1-butanol, hidrogenação catalítica do crotonaldeído, ou via a hidroformilação do propileno.
Laboratorialmente pode ser preparado a partir do 1-butanol, utilizando-se ácido sulfúrico e dicromato de potássio como oxidantes.

## Aplicações
O Butanal é necessário à fabricação de aceleradores de vulcanização, como resinas e plastificantes. É uma matéria prima para a produção de aromas sintéticos.

## Segurança
A substância pode ser assimilada pelo corpo por inalação dos vapores e pode obstruir as vias respiratórias. Causa irritação nos olhos e na pele. O vapor é mais pesado que do ar e pode estender-se pelo solo. A formação de peróxidos explosivos é possível.